# Rondeletia dilatata
Rondeletia dilatata là một loài thực vật có hoa trong họ Thiến thảo. Loài này được Rottb. miêu tả khoa học đầu tiên năm 1778.